# Got It All
Got It All – wydany w 2000 roku na winylowej płycie singel amerykańskiej grupy hiphopowej Ruff Ryders. Promuje album "Ryde or Die Vol. 2".
Podkład z "Got It All" skomponował Teflon. W utworze wystąpiła Eve (w refrenie, pierwszej i trzeciej zwrotce) i Jadakiss (w drugiej i trzeciej zwrotce). Tekst utworu pomagali pisać Cassidy i Shiz Lansky z Larsiny.
Do utworu powstał klip wyreżyserowany przez Dave'a Meyersa i Craiga Fanninga. Poza Jadakissem i Eve wystąpili na nim między innymi Swizz Beatz i Sheek.

## Lista utworów
1. "Got It All" (LP Version)
2. "Got It All" (Radio Edit)
3. "Got It All" (Instrumental)
4. "Got It All" (Acapella)